# Östanstång och Västanstång

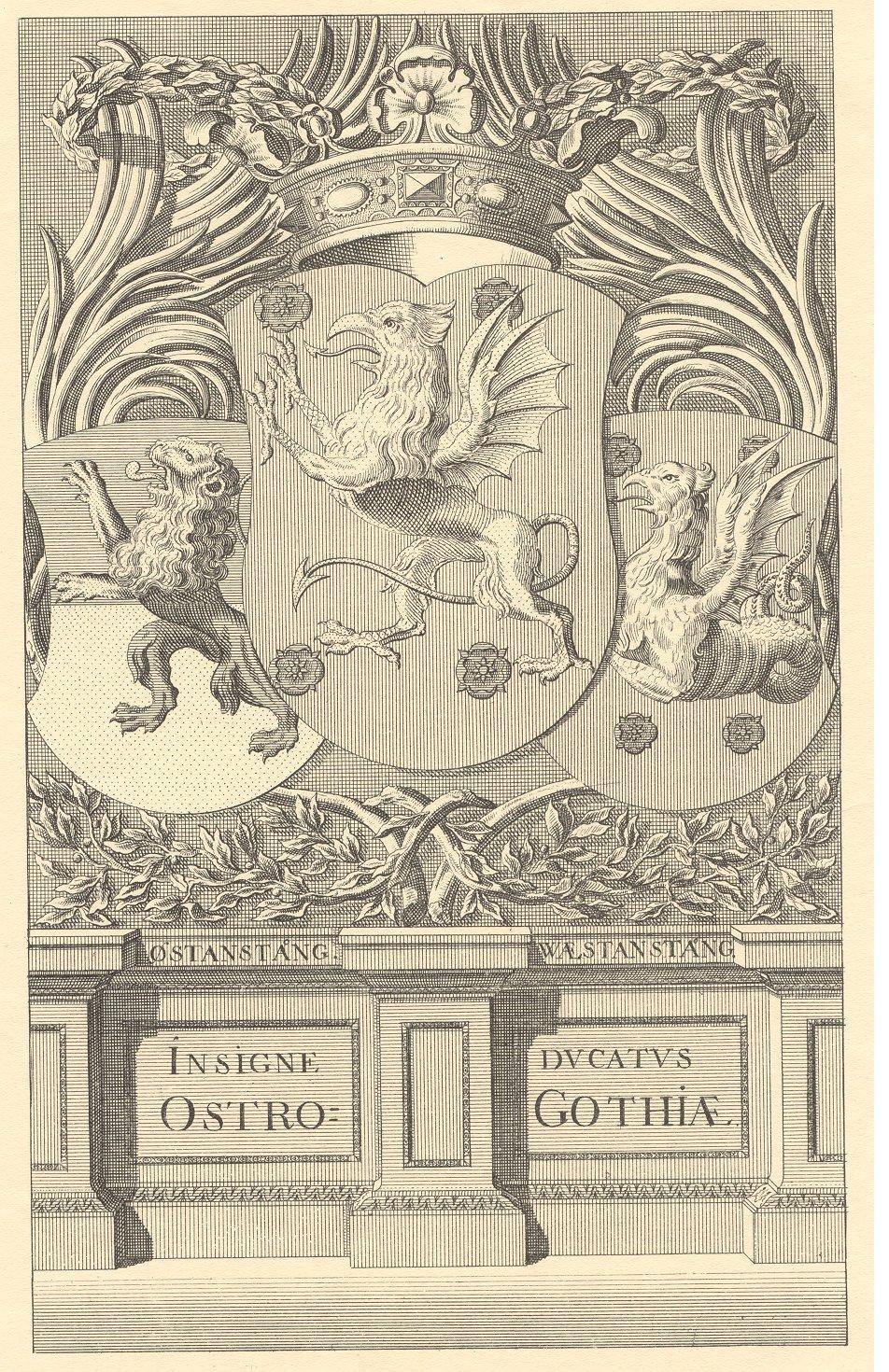
Östergötlands landskapsvapen lagt över vapnen för Östanstång och Västanstång. Suecia antiqua et hodierna, 1696.

Östanstång och Västanstång är två områden i Östergötland. Gränsen mellan de båda utgjordes av Stångån, och den nordliga gränsen av Roxen och Motala ström. Östanstång sträckte sig utåt mot kusten men nådde inte ända ut till Östersjön.
| Östanstångs vapen finns avbildat i både rött och blått. |  | Östanstångs vapen finns avbildat i både rött och blått. |
| Östanstångs vapen finns avbildat i både rött och blått. |  |                                                         |

Östanstång omfattade landet öster om Stångån med städerna Norrköping och Söderköping, samt de nio häraderna Åkerbo, Bankekind, Skärkind, Östkind, Lösing, Memming, Bråbo härad (Varur senare Finspånga läns härad bröts ut), Hammarkind och Björkekind.
| Västanstångs vapen avbildas både med en drake och en lindorm. Rosorna kunde även vara blå. |  | Västanstångs vapen avbildas både med en drake och en lindorm. Rosorna kunde även vara blå. |
| Västanstångs vapen avbildas både med en drake och en lindorm. Rosorna kunde även vara blå. |  |                                                                                            |

Västanstång omfattade landet väster om Stångån med städerna Linköping, Vadstena och Skänninge, samt de nio häraderna Hanekind, Valkebo, Vifolka, Göstring, Lysing, Dal, Aska, Boberg och Gullberg.
Hertig Magnus på Vadstena slott var hertig över Västanstång.